# LibreDWG
GNU LibreDWG — свободная библиотека для обработки файлов DWG, написанная на C. Участники проекта стремятся создать свободную замену библиотеки OpenDWG. DWG является родным форматом файлов AutoCAD.
Пока LibreDWG находится на стадии разработки альфа и бинарных релизов ещё не было, но можно скачать исходный код с официального сайта проекта. Несмотря на это, библиотека позволяет читать большую часть DWG файлов. В настоящее время[когда?] поддерживается R13, R14 и R2000 версии DWG. Более ранние версии формата поддерживаться не будут. R2004 и R2007 находятся в разработке.
Несмотря на то, что библиотеки LibreDWG находятся в разработке, уже ведётся работа по использованию этих библиотек в программе LibreCAD.

## История
В 2008 году Фонд свободного программного обеспечения (Free Software Foundation) заявил о необходимости создания открытой реализации библиотек по работе с форматом DWG, создав на сайте раздел «Замена библиотек OpenDWG» («Replacement for OpenDWG libraries») на десятое место в списке Самые необходимые Проекты Свободного ПО (High Priority Free Software Projects). В конце 2009 были созданы библиотеки GNU LibreDWG, которые распространяются под лицензией GNU GPL v3.
GNU LibreDWG создан на основе LibDWG, который был написан Фелипом Кастро (этот проект неактивен с июля 2009 года).